# Argidae
Argidae Konow, 1890 è una famiglia dell'ordine degli imenotteri, della quale fanno parte oltre ottocento specie distribuite in tutto il mondo, soprattutto nelle regioni tropicali.

## Descrizione
La famiglia si distingue dagli altri sinfiti per le antenne ridotte solamente al flagello, spesso a forma di diapason nei maschi.

## Biologia
Le larve sono fitofaghe e si nutrono (e spesso si trasformano in pupe) in gruppo, anche se poche diventano insetti adulti. Nelle rose, le larve possono mangiare la lamina fogliare lasciando solo la nervatura centrale.

## Tassonomia
La famiglia comprende oltre 800 specie raggruppate in 7 sottofamiglie e 62 generi::
- Sottofamiglia Arginae
  - Alloscenia Enderlein
  - Antargidium Morice
  - Arge Schrank
  - Asiarge Gussakovskij
  - Brevisceniana Wei
  - Calarge Enslin
  - Clyparge Pasteels
  - Kokujewia Konow
  - †Mioarge Nel
  - Pseudarge Gussakovskij
  - Scobina Lepeletier de Saint Fargeau & Audinet-Serville
  - Sjoestedtia Konow
  - Spinarge Wei
  - Triarge Forsius
  - Zhuhongfuna Wei & Nie

- Sottofamiglia Athermantinae
  - Athermantus Kirby
  - Cibdela Konow
  - Pampsilota Konow
  - Pseudosinarge Saini, Thind & Kaur
  - Sinarge Forsius
  - Tanyphatnidea Rohwer

- Sottofamiglia Atomacerinae
  - Atomacera Say

- Sottofamiglia Dielocerinae
  - Dielocerus Curtis
  - Digelasinus Malaise
  - Mallerina Malaise
  - Pachylota Westwood
  - Themos Norton
  - Topotrita Kirby

- Sottofamiglia Erigleninae
  - Eriglenum Konow
  - Neurogymnia Malaise
  - Sericoceros Konow
  - Subsymmia Malaise

- Sottofamiglia Sterictiphorinae
  - Acrogymnia Malaise
  - Acrogymnidia Malaise
  - Adurgoa Malaise
  - Aproceros Malaise
  - Aprosthema Konow
  - Brachyphatnus Konow
  - Didymia Lepeletier de Saint Fargeau & Audinet-Serville
  - Duckeana Malaise
  - Durgoa Malaise
  - Hemidianeura Kirby
  - Manaos Rohwer
  - Neoptilia Ashmead
  - Ortasiceros Wei
  - Pseudaprosthema Gussakovskij
  - Ptenos Norton
  - Ptilia Lepeletier de Saint Fargeau
  - Schizocerella Forsius
  - Sphacophilus Provancher
  - Sterictiphora Billberg
  - Styphelarge Benson
  - Tanymeles Konow
  - Trailia Cameron
  - Trichorhachus Kirby
  - Triptenus Malaise
  - Trochophora Konow
  - Yasumatsua Togashi
  - Zynzus Smith

- Sottofamiglia Zenarginae
  - Zenarge Rohwer

- incertae sedis
  - Gymniopterus Ashmead
  - Nematoneura André